# 24 Horas de Le Mans 2010
Las 24 Horas de Le Mans 2010 (24 Heures du Mans 2010) fue la 78.ª edición del Gran Premio de resistencia, que tuvo lugar del 12 hasta el 13 de junio de 2010 en el Circuito de la Sarthe, Le Mans, Francia, fue organizado por el Automobile Club de l'Ouest (ACO).

## Resultados de la clasificación
Los líderes de la clase están en negrita, la vuelta más rápida para cada coche está en gris.
| Pos | N.º | Equipo                    | Auto                              | Clase | Día 1      | Día 2    | Brecha  | Grilla |
| --- | --- | ------------------------- | --------------------------------- | ----- | ---------- | -------- | ------- | ------ |
| 1   | 3   | Peugeot Sport Total       | Peugeot 908 HDi FAP               | LMP1  | 3:19.711   | 3:20.212 |         | 1      |
| 2   | 1   | Team Peugeot Total        | Peugeot 908 HDi FAP               | LMP1  | 3:20.317   | 3:22.007 | +0.606  | 2      |
| 3   | 2   | Team Peugeot Total        | Peugeot 908 HDi FAP               | LMP1  | 3:20.325   | 3:20.961 | +0.614  | 3      |
| 4   | 4   | Team Oreca Matmut         | Peugeot 908 HDi FAP               | LMP1  | 3:21.129   | 3:23.141 | +1.481  | 4      |
| 5   | 9   | Audi Sport North America  | Audi R15 TDI plus                 | LMP1  | 3:23.578   | 3:21.981 | +2.270  | 5      |
| 6   | 7   | Audi Sport Team Joest     | Audi R15 TDI plus                 | LMP1  | 3:24.688   | 3:22.176 | +2.465  | 6      |
| 7   | 8   | Audi Sport Team Joest     | Audi R15 TDI plus                 | LMP1  | 3:24.430   | 3:23.605 | +3.894  | 7      |
| 8   | 007 | Aston Martin Racing       | Lola-Aston Martin B09/60          | LMP1  | 3:26.680   | 3:29.369 | +6.969  | 8      |
| 9   | 009 | Aston Martin Racing       | Lola-Aston Martin B09/60          | LMP1  | 3:26.747   | 3:28.869 | +7.036  | 9      |
| 10  | 6   | AIM Team Oreca Matmut     | Oreca 01-AIM                      | LMP1  | 3:30.056   | 3:29.506 | +9.795  | 10     |
| 11  | 008 | Signature-Plus            | Lola-Aston Martin B09/60          | LMP1  | 3:29.774   | 3:37.142 | +10.063 | 11     |
| 12  | 14  | Kolles                    | Audi R10 TDI                      | LMP1  | 3:30.907   | 3:31.870 | +11.196 | 12     |
| 13  | 15  | Kolles                    | Audi R10 TDI                      | LMP1  | 3:31.661   | 3:34.401 | +11.950 | 13     |
| 14  | 11  | Drayson Racing            | Lola B09/60                       | LMP1  | 3:36.634   | 3:31.862 | +12.151 | 14     |
| 15  | 42  | Strakka Racing            | HPD ARX-01C                       | LMP2  | 3:36.168   | 3:33.079 | +13.368 | 15     |
| 16  | 12  | Rebellion Racing          | Lola B10/60-Rebellion             | LMP1  | Sin tiempo | 3:33.490 | +13.779 | 16     |
| 17  | 26  | Highcroft Racing          | HPD ARX-01C                       | LMP2  | 3:37.202   | 3:34.537 | +14.826 | 17     |
| 18  | 5   | Beechdean Mansell         | Ginetta-Zytek GZ09S               | LMP1  | 3:36.897   | 3:38.367 | +17.186 | 18     |
| 19  | 13  | Rebellion Racing          | Lola B10/60-Rebellion             | LMP1  | 3:44.101   | 3:37.093 | +17.382 | 19     |
| 20  | 25  | RML                       | Lola B08/80-HPD                   | LMP2  | 3:44.598   | 3:39.648 | +19.937 | 20     |
| 21  | 40  | Quifel ASM Team           | Ginetta-Zytek GZ09S/2             | LMP2  | 3:41.968   | 3:40.532 | +20.821 | 21     |
| 22  | 35  | OAK Racing                | Pescarolo 01-Judd                 | LMP2  | 3:42.399   | 3:41.310 | +21.599 | 22     |
| 23  | 19  | Michael Lewis/Autocon     | Lola B06/10-AER                   | LMP1  | 4:00.646   | 3:43.167 | +23.456 | 23     |
| 24  | 29  | Racing Box SRL            | Lola B08/80-Judd                  | LMP2  | 3:51.065   | 3:47.971 | +28.260 | 24     |
| 25  | 41  | Team Bruichladdich        | Ginetta-Zytek GZ09S/2             | LMP2  | 3:55.680   | 3:51.189 | +31.478 | 25     |
| 26  | 39  | KSM                       | Lola B07/40                       | LMP2  | 3:52.972   | 3:51.310 | +31.599 | 26     |
| 27  | 24  | OAK Racing                | Pescarolo 01-Judd                 | LMP2  | 3:52.730   | 3:52.008 | +32.297 | 27     |
| 28  | 38  | Pegasus Racing            | Norma M200P                       | LMP2  | 4:03.784   | 3:52.837 | +33.126 | 28     |
| 29  | 37  | Gerard Welter             | WR LMP2008                        | LMP2  | 3:55.818   | 3:53.109 | +33.398 | 29     |
| 30  | 28  | Race Performance AG       | Radical SR9                       | LMP2  | 3:59.361   | 3:53.942 | +34.231 | 30     |
| 31  | 52  | Young Driver AMR          | Aston Martin DBR9                 | LMGT1 | 3:55.025   | 4:02.133 | +35.314 | 31     |
| 32  | 70  | Marc VDS Racing Team      | Ford GT1                          | LMGT1 | 4:00.325   | 3:55.356 | +35.645 | 32     |
| 33  | 60  | Matech Competition        | Ford GT1                          | LMGT1 | 3:57.296   | 3:55.583 | +35.872 | 33     |
| 34  | 73  | Luc Alphand Aventures     | Corvette C6.R                     | LMGT1 | 3:58.810   | 4:14.438 | +39.099 | 34     |
| 35  | 72  | Luc Alphand Aventures     | Corvette C6.R                     | LMGT1 | 3:58.906   | 4:03.423 | +39.195 | 35     |
| 36  | 82  | Risi Competizione         | Ferrari F430 GT2                  | LMGT2 | 3:59.233   | 4:03.104 | +39.522 | 55     |
| 37  | 64  | Corvette Racing           | Corvette C6.R                     | LMGT2 | 4:01.012   | 3:59.435 | +39.724 | 36     |
| 38  | 63  | Corvette Racing           | Corvette C6.R                     | LMGT2 | 4:00.097   | 3:59.793 | +40.082 | 37     |
| 39  | 95  | AF Corse SRL              | Ferrari F430 GT2                  | LMGT2 | 4:02.492   | 3:59.837 | +40.126 | 38     |
| 40  | 61  | Matech Competition        | Ford GT1                          | LMGT1 | 4:11.566   | 4:01.628 | +41.917 | 39     |
| 41  | 77  | Team Felbermayr-Proton    | Porsche 997 GT3-RSR               | LMGT2 | 4:02.001   | 4:01.640 | +41.929 | 40     |
| 42  | 76  | IMSA Performance Matmut   | Porsche 997 GT3-RSR               | LMGT2 | 4:01.755   | 4:06.630 | +42.044 | 41     |
| 43  | 78  | BMW Motorsport            | BMW M3 GT2                        | LMGT2 | 4:04.986   | 4:01.893 | +42.182 | 42     |
| 44  | 97  | BMS Scuderia Italia SpA   | Porsche 997 GT3-RSR               | LMGT2 | 4:06.278   | 4:02.014 | +42.303 | 43     |
| 45  | 89  | Hankook Team Farnbacher   | Ferrari F430 GT2                  | LMGT2 | 4:03.886   | 4:02.427 | +42.716 | 44     |
| 46  | 96  | AF Corse SRL              | Ferrari F430 GT2                  | LMGT2 | 4:02.615   | No Time  | +42.904 | WD     |
| 47  | 80  | Flying Lizard Motorsports | Porsche 997 GT3-RSR               | LMGT2 | 4:08.315   | 4:02.685 | +42.974 | 45     |
| 48  | 50  | Larbre Compétition        | Saleen S7-R                       | LMGT1 | 4:03.175   | 4:06.091 | +43.464 | 46     |
| 49  | 79  | BMW Motorsport            | BMW M3 GT2                        | LMGT2 | 4:05.851   | 4:03.215 | +43.504 | 47     |
| 50  | 83  | Risi Competizione         | Ferrari F430 GT2                  | LMGT2 | 4:03.959   | 4:13.047 | +44.248 | 48     |
| 51  | 85  | Spyker Squadron           | Spyker C8 Laviolette GT2-R-Audi   | LMGT2 | 4:06.997   | 4:04.057 | +44.346 | 49     |
| 52  | 92  | JMW Motorsport            | Aston Martin V8 Vantage GT2       | LMGT2 | 4:06.391   | 4:04.303 | +44.592 | 50     |
| 53  | 69  | JLOC                      | Lamborghini Murciélago LP670 R-SV | LMGT1 | 4:13.368   | 4:05.170 | +45.459 | 51     |
| 54  | 75  | Prospeed Competition      | Porsche 997 GT3-RSR               | LMGT2 | 4:14.578   | 4:10.017 | +50.306 | 52     |
| 55  | 88  | Team Felbermayr-Proton    | Porsche 997 GT3-RSR               | LMGT2 | 4:10.054   | 4:20.293 | +50.343 | 53     |
| 56  | 81  | Jaguar RSR                | Jaguar XKR GT2                    | LMGT2 | 4:13.537   | 4:12.431 | +52.720 | 54     |

Notas:
1. ↑  El No. 82 Risi Competizione Ferrari tuvo sus tiempos de calificación rechazados tras una infracción descubierta en la inspección técnica post-calificación

## Resultados de la carrera
Los ganadores de cada clase están marcados en negrita. Los coches que no completarón el 70% de la distancia del ganador o terminen la carrera (No Terminaron / DNF) están marcados como No Clasificados (NC).  (Los coches marcados como NC se mueven a la parte posterior de la parrilla, independientemente del número de vueltas completadas.)
| Pos.                                              | Pos. Class | Clase | No. | Equipo                    | Pilotos                                                  | Chasis                               | Neu. | Vue. |
| Pos.                                              | Pos. Class | Clase | No. | Equipo                    | Pilotos                                                  | Motor                                | Neu. | Vue. |
| ------------------------------------------------- | ---------- | ----- | --- | ------------------------- | -------------------------------------------------------- | ------------------------------------ | ---- | ---- |
| 1                                                 | 1          | LMP1  | 9   | Audi Sport North America  | Mike Rockenfeller Timo Bernhard Romain Dumas             | Audi R15 TDI plus                    | M    | 397  |
| 1                                                 | 1          | LMP1  | 9   | Audi Sport North America  | Mike Rockenfeller Timo Bernhard Romain Dumas             | Audi TDI 5.5 L Turbo V10 (Diesel)    | M    | 397  |
| 2                                                 | 2          | LMP1  | 8   | Audi Sport Team Joest     | André Lotterer Marcel Fässler Benoît Tréluyer            | Audi R15 TDI plus                    | M    | 396  |
| 2                                                 | 2          | LMP1  | 8   | Audi Sport Team Joest     | André Lotterer Marcel Fässler Benoît Tréluyer            | Audi TDI 5.5 L Turbo V10 (Diesel)    | M    | 396  |
| 3                                                 | 3          | LMP1  | 7   | Audi Sport Team Joest     | Tom Kristensen Allan McNish Rinaldo Capello              | Audi R15 TDI plus                    | M    | 394  |
| 3                                                 | 3          | LMP1  | 7   | Audi Sport Team Joest     | Tom Kristensen Allan McNish Rinaldo Capello              | Audi TDI 5.5 L Turbo V10 (Diesel)    | M    | 394  |
| 4                                                 | 4          | LMP1  | 6   | AIM Team Oreca Matmut     | Soheil Ayari Didier André Andy Meyrick                   | Oreca 01                             | D    | 369  |
| 4                                                 | 4          | LMP1  | 6   | AIM Team Oreca Matmut     | Soheil Ayari Didier André Andy Meyrick                   | AIM YS5.5 5.5 L V10                  | D    | 369  |
| 5                                                 | 1          | LMP2  | 42  | Strakka Racing            | Nick Leventis Danny Watts Jonny Kane                     | HPD ARX-01C                          | M    | 367  |
| 5                                                 | 1          | LMP2  | 42  | Strakka Racing            | Nick Leventis Danny Watts Jonny Kane                     | HPD AL7R 3.4 L V8                    | M    | 367  |
| 6                                                 | 5          | LMP1  | 007 | Aston Martin Racing       | Harold Primat Stefan Mücke Adrián Fernández              | Lola-Aston Martin B09/60             | M    | 365  |
| 6                                                 | 5          | LMP1  | 007 | Aston Martin Racing       | Harold Primat Stefan Mücke Adrián Fernández              | Aston Martin 6.0 L V12               | M    | 365  |
| 7                                                 | 2          | LMP2  | 35  | OAK Racing                | Matthieu Lahaye Guillaume Moreau Jan Charouz             | Pescarolo 01                         | D    | 361  |
| 7                                                 | 2          | LMP2  | 35  | OAK Racing                | Matthieu Lahaye Guillaume Moreau Jan Charouz             | Judd DB 3.4 L V8                     | D    | 361  |
| 8                                                 | 3          | LMP2  | 25  | RML                       | Mike Newton Thomas Erdos Andy Wallace                    | Lola B08/80                          | D    | 358  |
| 8                                                 | 3          | LMP2  | 25  | RML                       | Mike Newton Thomas Erdos Andy Wallace                    | HPD AL7R 3.4 L V8                    | D    | 358  |
| 9                                                 | 4          | LMP2  | 24  | OAK Racing                | Jacques Nicolet Richard Hein Jean-François Yvon          | Pescarolo 01                         | D    | 341  |
| 9                                                 | 4          | LMP2  | 24  | OAK Racing                | Jacques Nicolet Richard Hein Jean-François Yvon          | Judd DB 3.4 L V8                     | D    | 341  |
| 10                                                | 5          | LMP2  | 41  | Team Bruichladdich        | Tim Greaves Karim Ojjeh Gary Chalandon                   | Ginetta-Zytek GZ09S/2                | D    | 341  |
| 10                                                | 5          | LMP2  | 41  | Team Bruichladdich        | Tim Greaves Karim Ojjeh Gary Chalandon                   | Zytek ZG348 3.4 L V8                 | D    | 341  |
| 11                                                | 1          | LMGT2 | 77  | Team Felbermayr-Proton    | Marc Lieb Richard Lietz Wolf Henzler                     | Porsche 997 GT3-RSR                  | M    | 338  |
| 11                                                | 1          | LMGT2 | 77  | Team Felbermayr-Proton    | Marc Lieb Richard Lietz Wolf Henzler                     | Porsche 4.0 L Flat-6                 | M    | 338  |
| 12                                                | 2          | LMGT2 | 89  | Hankook Team Farnbacher   | Dominik Farnbacher Allan Simonsen Leh Keen               | Ferrari F430 GT2                     | H    | 336  |
| 12                                                | 2          | LMGT2 | 89  | Hankook Team Farnbacher   | Dominik Farnbacher Allan Simonsen Leh Keen               | Ferrari 4.0 L V8                     | H    | 336  |
| 13                                                | 1          | LMGT1 | 50  | Larbre Compétition        | Roland Berville Julien Canal Gabriele Gardel             | Saleen S7-R                          | M    | 331  |
| 13                                                | 1          | LMGT1 | 50  | Larbre Compétition        | Roland Berville Julien Canal Gabriele Gardel             | Ford 7.0 L V8                        | M    | 331  |
| 14                                                | 3          | LMGT2 | 97  | BMS Scuderia Italia SpA   | Marco Holzer Richard Westbrook Timo Scheider             | Porsche 997 GT3-RSR                  | M    | 327  |
| 14                                                | 3          | LMGT2 | 97  | BMS Scuderia Italia SpA   | Marco Holzer Richard Westbrook Timo Scheider             | Porsche 4.0 L Flat-6                 | M    | 327  |
| 15                                                | 2          | LMGT1 | 72  | Luc Alphand Aventures     | Stéphane Grégoire Jérôme Policand David Hart             | Chevrolet Corvette C6.R              | D    | 327  |
| 15                                                | 2          | LMGT1 | 72  | Luc Alphand Aventures     | Stéphane Grégoire Jérôme Policand David Hart             | Corvette LS7.R 7.0 L V8              | D    | 327  |
| 16                                                | 4          | LMGT2 | 95  | AF Corse SRL              | Giancarlo Fisichella Jean Alesi Toni Vilander            | Ferrari F430 GT2                     | M    | 323  |
| 16                                                | 4          | LMGT2 | 95  | AF Corse SRL              | Giancarlo Fisichella Jean Alesi Toni Vilander            | Ferrari 4.0 L V8                     | M    | 323  |
| 17                                                | 5          | LMGT2 | 76  | IMSA Performance Matmut   | Raymond Narac Patrick Pilet Patrick Long                 | Porsche 997 GT3-RSR                  | M    | 321  |
| 17                                                | 5          | LMGT2 | 76  | IMSA Performance Matmut   | Raymond Narac Patrick Pilet Patrick Long                 | Porsche 4.0 L Flat-6                 | M    | 321  |
| 18                                                | 6          | LMP2  | 28  | Race Performance AG       | Pierre Bruneau Marc Rostan Ralph Meichtry                | Radical SR9                          | D    | 321  |
| 18                                                | 6          | LMP2  | 28  | Race Performance AG       | Pierre Bruneau Marc Rostan Ralph Meichtry                | Judd DB 3.4 L V8                     | D    | 321  |
| 19                                                | 6          | LMGT2 | 78  | BMW Motorsport            | Jörg Müller Augusto Farfus Uwe Alzen                     | BMW M3 GT2                           | D    | 320  |
| 19                                                | 6          | LMGT2 | 78  | BMW Motorsport            | Jörg Müller Augusto Farfus Uwe Alzen                     | BMW 4.0 L V8                         | D    | 320  |
| 20                                                | 7          | LMP2  | 40  | Quifel ASM Team           | Miguel Amaral Olivier Pla Warren Hughes                  | Ginetta-Zytek GZ09S/2                | M    | 318  |
| 20                                                | 7          | LMP2  | 40  | Quifel ASM Team           | Miguel Amaral Olivier Pla Warren Hughes                  | Zytek ZG348 3.4 L V8                 | M    | 318  |
| 21                                                | 7          | LMGT2 | 75  | Prospeed Competition      | Paul van Splunteren Niek Hommerson Louis Machiels        | Porsche 997 GT3-RSR                  | M    | 317  |
| 21                                                | 7          | LMGT2 | 75  | Prospeed Competition      | Paul van Splunteren Niek Hommerson Louis Machiels        | Porsche 4.0 L Flat-6                 | M    | 317  |
| 22                                                | 3          | LMGT1 | 52  | Young Driver AMR          | Tomáš Enge Christoffer Nygaard Peter Kox                 | Aston Martin DBR9                    | M    | 311  |
| 22                                                | 3          | LMGT1 | 52  | Young Driver AMR          | Tomáš Enge Christoffer Nygaard Peter Kox                 | Aston Martin 6.0 L V12               | M    | 311  |
| 23                                                | 8          | LMP2  | 37  | Gerard Welter             | Philippe Salini Stéphane Salini Tristan Gommendy         | WR LMP2008                           | D    | 308  |
| 23                                                | 8          | LMP2  | 37  | Gerard Welter             | Philippe Salini Stéphane Salini Tristan Gommendy         | Zytek ZG348 3.4 L V8                 | D    | 308  |
| 24                                                | 8          | LMGT2 | 88  | Team Felbermayr-Proton    | Horst Felbermayr, Sr. Horst Felbermayr, Jr. Miro Konopka | Porsche 997 GT3-RSR                  | M    | 304  |
| 24                                                | 8          | LMGT2 | 88  | Team Felbermayr-Proton    | Horst Felbermayr, Sr. Horst Felbermayr, Jr. Miro Konopka | Porsche 4.0 L Flat-6                 | M    | 304  |
| 25                                                | 9          | LMP2  | 26  | Highcroft Racing          | David Brabham Marino Franchitti Marco Werner             | HPD ARX-01C                          | M    | 296  |
| 25                                                | 9          | LMP2  | 26  | Highcroft Racing          | David Brabham Marino Franchitti Marco Werner             | HPD AL7R 3.4 L V8                    | M    | 296  |
| 26                                                | 10         | LMP2  | 39  | KSM                       | Jean de Pourtales Hideki Noda Jonathan Kennard           | Lola B07/40                          | D    | 291  |
| 26                                                | 10         | LMP2  | 39  | KSM                       | Jean de Pourtales Hideki Noda Jonathan Kennard           | Judd DB 3.4 L V8                     | D    | 291  |
| 27                                                | 9          | LMGT2 | 85  | Spyker Squadron           | Tom Coronel Peter Dumbreck Jeroen Bleekemolen            | Spyker C8 Laviolette GT2-R           | M    | 280  |
| 27                                                | 9          | LMGT2 | 85  | Spyker Squadron           | Tom Coronel Peter Dumbreck Jeroen Bleekemolen            | Audi 4.0 L V8                        | M    | 280  |
| No Clasificado (NC) – Menos del 70% (277 vueltas) |            |       |     |                           |                                                          |                                      |      |      |
| 28                                                | 6          | LMP1  | 11  | Drayson Racing            | Paul Drayson Jonny Cocker Emanuele Pirro                 | Lola B09/60                          | M    | 254  |
| 28                                                | 6          | LMP1  | 11  | Drayson Racing            | Paul Drayson Jonny Cocker Emanuele Pirro                 | Judd GV5.5 S2 5.5 L V10              | M    | 254  |
| No Terminaron (DNF)                               |            |       |     |                           |                                                          |                                      |      |      |
| 29                                                | 7          | LMP1  | 4   | Team Oreca Matmut         | Olivier Panis Nicolas Lapierre Loïc Duval                | Peugeot 908 HDi FAP                  | M    | 373  |
| 29                                                | 7          | LMP1  | 4   | Team Oreca Matmut         | Olivier Panis Nicolas Lapierre Loïc Duval                | Peugeot HDi 5.5 L Turbo V12 (Diesel) | M    | 373  |
| 30                                                | 8          | LMP1  | 009 | Aston Martin Racing       | Darren Turner Juan Barazi Sam Hancock                    | Lola-Aston Martin B09/60             | M    | 368  |
| 30                                                | 8          | LMP1  | 009 | Aston Martin Racing       | Darren Turner Juan Barazi Sam Hancock                    | Aston Martin 6.0 L V12               | M    | 368  |
| 31                                                | 9          | LMP1  | 1   | Team Peugeot Total        | Alexander Wurz Marc Gené Anthony Davidson                | Peugeot 908 HDi FAP                  | M    | 360  |
| 31                                                | 9          | LMP1  | 1   | Team Peugeot Total        | Alexander Wurz Marc Gené Anthony Davidson                | Peugeot HDi 5.5 L Turbo V12 (Diesel) | M    | 360  |
| 32                                                | 10         | LMP1  | 15  | Kolles                    | Christian Bakkerud Oliver Jarvis Christijan Albers       | Audi R10 TDI                         | M    | 331  |
| 32                                                | 10         | LMP1  | 15  | Kolles                    | Christian Bakkerud Oliver Jarvis Christijan Albers       | Audi TDI 5.5 L Turbo V12 (Diesel)    | M    | 331  |
| 33                                                | 11         | LMP1  | 008 | Signature-Plus            | Pierre Ragues Franck Mailleux Vanina Ickx                | Lola-Aston Martin B09/60             | D    | 302  |
| 33                                                | 11         | LMP1  | 008 | Signature-Plus            | Pierre Ragues Franck Mailleux Vanina Ickx                | Aston Martin 6.0 L V12               | D    | 302  |
| 34                                                | 12         | LMP1  | 2   | Team Peugeot Total        | Nicolas Minassian Stéphane Sarrazin Franck Montagny      | Peugeot 908 HDi FAP                  | M    | 264  |
| 34                                                | 12         | LMP1  | 2   | Team Peugeot Total        | Nicolas Minassian Stéphane Sarrazin Franck Montagny      | Peugeot HDi 5.5 L Turbo V12 (Diesel) | M    | 264  |
| 35                                                | 10         | LMGT2 | 64  | Corvette Racing           | Oliver Gavin Olivier Beretta Emmanuel Collard            | Chevrolet Corvette C6.R              | M    | 255  |
| 35                                                | 10         | LMGT2 | 64  | Corvette Racing           | Oliver Gavin Olivier Beretta Emmanuel Collard            | Corvette 5.5 L V8                    | M    | 255  |
| 36                                                | 4          | LMGT1 | 73  | Luc Alphand Aventures     | Julien Jousse Xavier Maassen Patrice Goueslard           | Chevrolet Corvette C6.R              | D    | 238  |
| 36                                                | 4          | LMGT1 | 73  | Luc Alphand Aventures     | Julien Jousse Xavier Maassen Patrice Goueslard           | Corvette LS7.R 7.0 L V8              | D    | 238  |
| 37                                                | 11         | LMGT2 | 63  | Corvette Racing           | Johnny O'Connell Jan Magnussen Antonio García            | Chevrolet Corvette C6.R              | M    | 225  |
| 37                                                | 11         | LMGT2 | 63  | Corvette Racing           | Johnny O'Connell Jan Magnussen Antonio García            | Corvette 5.5 L V8                    | M    | 225  |
| 38                                                | 12         | LMGT2 | 83  | Risi Competizione         | Tracy Krohn Niclas Jönsson Eric van de Poele             | Ferrari F430 GT2                     | M    | 197  |
| 38                                                | 12         | LMGT2 | 83  | Risi Competizione         | Tracy Krohn Niclas Jönsson Eric van de Poele             | Ferrari 4.0 L V8                     | M    | 197  |
| 39                                                | 13         | LMP1  | 14  | Kolles                    | Scott Tucker Manuel Rodrigues Christophe Bouchut         | Audi R10 TDI                         | M    | 182  |
| 39                                                | 13         | LMP1  | 14  | Kolles                    | Scott Tucker Manuel Rodrigues Christophe Bouchut         | Audi TDI 5.5 L Turbo V12 (Diesel)    | M    | 182  |
| 40                                                | 14         | LMP1  | 12  | Rebellion Racing          | Nicolas Prost Neel Jani Marco Andretti                   | Lola B10/60                          | M    | 175  |
| 40                                                | 14         | LMP1  | 12  | Rebellion Racing          | Nicolas Prost Neel Jani Marco Andretti                   | Rebellion 5.5 L V10                  | M    | 175  |
| 41                                                | 5          | LMGT1 | 60  | Matech Competition        | Thomas Mutsch Romain Grosjean Jonathan Hirschi           | Ford GT1                             | M    | 171  |
| 41                                                | 5          | LMGT1 | 60  | Matech Competition        | Thomas Mutsch Romain Grosjean Jonathan Hirschi           | Ford 5.3 L V8                        | M    | 171  |
| 42                                                | 15         | LMP1  | 13  | Rebellion Racing          | Jean-Christophe Boullion Andrea Belicchi Guy Smith       | Lola B10/60                          | M    | 143  |
| 42                                                | 15         | LMP1  | 13  | Rebellion Racing          | Jean-Christophe Boullion Andrea Belicchi Guy Smith       | Rebellion 5.5 L V10                  | M    | 143  |
| 43                                                | 6          | LMGT1 | 69  | JLOC                      | Atsushi Yogo Koji Yamanishi Hiroyuki Iiri                | Lamborghini Murciélago LP670 R-SV    | Y    | 138  |
| 43                                                | 6          | LMGT1 | 69  | JLOC                      | Atsushi Yogo Koji Yamanishi Hiroyuki Iiri                | Lamborghini 6.5 L V12                | Y    | 138  |
| 44                                                | 13         | LMGT2 | 82  | Risi Competizione         | Jaime Melo Gianmaria Bruni Pierre Kaffer                 | Ferrari F430 GT2                     | M    | 116  |
| 44                                                | 13         | LMGT2 | 82  | Risi Competizione         | Jaime Melo Gianmaria Bruni Pierre Kaffer                 | Ferrari 4.0 L V8                     | M    | 116  |
| 45                                                | 14         | LMGT2 | 92  | JMW Motorsport            | Rob Bell Tim Sugden Bryce Miller                         | Aston Martin V8 Vantage GT2          | D    | 71   |
| 45                                                | 14         | LMGT2 | 92  | JMW Motorsport            | Rob Bell Tim Sugden Bryce Miller                         | Aston Martin 4.5 L V8                | D    | 71   |
| 46                                                | 15         | LMGT2 | 80  | Flying Lizard Motorsports | Seth Neiman Darren Law Jörg Bergmeister                  | Porsche 997 GT3-RSR                  | M    | 61   |
| 46                                                | 15         | LMGT2 | 80  | Flying Lizard Motorsports | Seth Neiman Darren Law Jörg Bergmeister                  | Porsche 4.0 L Flat-6                 | M    | 61   |
| 47                                                | 7          | LMGT1 | 61  | Matech Competition        | Natacha Gachnang Cyndie Allemann Rahel Frey              | Ford GT1                             | M    | 59   |
| 47                                                | 7          | LMGT1 | 61  | Matech Competition        | Natacha Gachnang Cyndie Allemann Rahel Frey              | Ford 5.3 L V8                        | M    | 59   |
| 48                                                | 11         | LMP2  | 29  | Racing Box SRL            | Luca Pirri Marco Cioci Piergiuseppe Perazzini            | Lola B08/80                          | D    | 57   |
| 48                                                | 11         | LMP2  | 29  | Racing Box SRL            | Luca Pirri Marco Cioci Piergiuseppe Perazzini            | Judd DB 3.4 L V8                     | D    | 57   |
| 49                                                | 16         | LMGT2 | 79  | BMW Motorsport            | Andy Priaulx Dirk Müller Dirk Werner                     | BMW M3 GT2                           | D    | 53   |
| 49                                                | 16         | LMGT2 | 79  | BMW Motorsport            | Andy Priaulx Dirk Müller Dirk Werner                     | BMW 4.0 L V8                         | D    | 53   |
| 50                                                | 12         | LMP2  | 38  | Pegasus Racing            | Julien Schell Frédéric da Rocha David Zollinger          | Norma M200P                          | D    | 40   |
| 50                                                | 12         | LMP2  | 38  | Pegasus Racing            | Julien Schell Frédéric da Rocha David Zollinger          | Judd DB 3.4 L V8                     | D    | 40   |
| 51                                                | 16         | LMP1  | 3   | Peugeot Sport Total       | Sébastien Bourdais Pedro Lamy Simon Pagenaud             | Peugeot 908 HDi FAP                  | M    | 38   |
| 51                                                | 16         | LMP1  | 3   | Peugeot Sport Total       | Sébastien Bourdais Pedro Lamy Simon Pagenaud             | Peugeot HDi 5.5 L Turbo V12 (Diesel) | M    | 38   |
| 52                                                | 8          | LMGT1 | 70  | Marc VDS Racing Team      | Eric De Doncker Bas Leinders Markus Palttala             | Ford GT1                             | M    | 26   |
| 52                                                | 8          | LMGT1 | 70  | Marc VDS Racing Team      | Eric De Doncker Bas Leinders Markus Palttala             | Ford 5.0 L V8                        | M    | 26   |
| 53                                                | 17         | LMP1  | 5   | Beechdean Mansell         | Nigel Mansell Greg Mansell Leo Mansell                   | Ginetta-Zytek GZ09S                  | D    | 4    |
| 53                                                | 17         | LMP1  | 5   | Beechdean Mansell         | Nigel Mansell Greg Mansell Leo Mansell                   | Zytek ZJ458 4.5 L V8                 | D    | 4    |
| 54                                                | 17         | LMGT2 | 81  | Jaguar RSR                | Paul Gentilozzi Ryan Dalziel Marc Goossens               | Jaguar XKR GT2                       | Y    | 4    |
| 54                                                | 17         | LMGT2 | 81  | Jaguar RSR                | Paul Gentilozzi Ryan Dalziel Marc Goossens               | Jaguar 5.0 L V8                      | Y    | 4    |
| 55                                                | 18         | LMP1  | 19  | Michael Lewis/Autocon     | Michael Lewis Bryan Willman Tony Burgess                 | Lola B06/10                          | D    | 1    |
| 55                                                | 18         | LMP1  | 19  | Michael Lewis/Autocon     | Michael Lewis Bryan Willman Tony Burgess                 | AER P32T 4.0 L Turbo V8              | D    | 1    |
| DNS                                               |            |       |     |                           |                                                          |                                      |      |      |
| DNS                                               | –          | LMGT2 | 96  | AF Corse SRL              | Luís Pérez Companc Matías Russo Mika Salo                | Ferrari F430 GT2                     | M    | –    |
| DNS                                               | –          | LMGT2 | 96  | AF Corse SRL              | Luís Pérez Companc Matías Russo Mika Salo                | Ferrari 4.0 L V8                     | M    | –    |